# Čandragupta II.
Čandragupta II., často nazýván Vikramáditja (doslova „Slunce síly“) či Čandragupta Vikramáditja, byl jeden z nejmocnějších panovníků Guptovské říše. Během doby jeho vlády někdy v letech 375-413/15 dosáhla říše Guptů vrcholu, celé období vlády Guptovců je někdy označováno jako zlatý věk Indie. Čandragupta II. byl synem předchozího panovníka Samudragupty. Ten mu spolu se svým předchůdcem Čandraguptou I. zanechal relativně velkou a stabilní říši, kterou Čandragupta II. mimo jiné pomocí sňatkové politiky dále rozšířil na území zabírající prakticky celý sever Indického subkontinentu.
O jeho osobním životě se toho příliš neví. Jeho dcera Prabhávatigupta byla manželkou krále Rudrasény II., vládce Dakkánů. Čandragupta II. byl jen o něco méně úspěšný než jeho otec. Podařilo se mu rozšířit území své říše směrem na západ porážkou Západních Šaků obývající území Málvy, Gudžarátu a Šaurashtry. Právě tento panovník nebo jeho syn Kumáragupta nechal vztyčit v Dillí tzv. Železný pilíř, podobný Ašókovým sloupům nalezených po celé Indii. Železný pilíř je vysoký přes sedm metrů, je vyroben takřka z čistého železa a téměř nekoroduje.
Čandragupta II. byl mecenášem umění a podporovatelem učenců. Na jeho dvoře podle tradice působilo devět významných učenců a literátů, zvaných Devět klenotů, jedním z nich byl zřejmě dramatik Kálidása. tento panovník pod jménem Vikram nebo Vikramáditja vystupuje v pozdějších indických pohádkách, které mu připisovaly i magické schopnosti.
V době vlády Čandragupty II. navštívil jeho říši čínský poutník Fa-sien, který ve svých zápiscích podává popis tehdejší země Guptů.